# Alot
Alot (o Alote) è una suddivisione dell'India, classificata come nagar panchayat, di 21.522 abitanti, situata nel distretto di Ratlam, nello stato federato del Madhya Pradesh. In base al numero di abitanti la città rientra nella classe III (da 20.000 a 49.999 persone).

## Geografia fisica
La città è situata a 23° 46' 0 N e 75° 32' 60 E e ha un'altitudine di 438 m s.l.m..

## Società

### Evoluzione demografica
Al censimento del 2001 la popolazione di Alot assommava a 21.522 persone, delle quali 11.065 maschi e 10.457 femmine. I bambini di età inferiore o uguale ai sei anni assommavano a 3.554, dei quali 1.803 maschi e 1.751 femmine. Infine, coloro che erano in grado di saper almeno leggere e scrivere erano 13.594, dei quali 8.058 maschi e 5.536 femmine.